# Orthetrum trinacria
Orthetrum trinacria är en trollsländeart. Orthetrum trinacria ingår i släktet Orthetrum och familjen segeltrollsländor. IUCN kategoriserar arten globalt som livskraftig.

## Underarter
Arten delas in i följande underarter:
- O. t. igarashii
- O. t. trinacria

## Bildgalleri

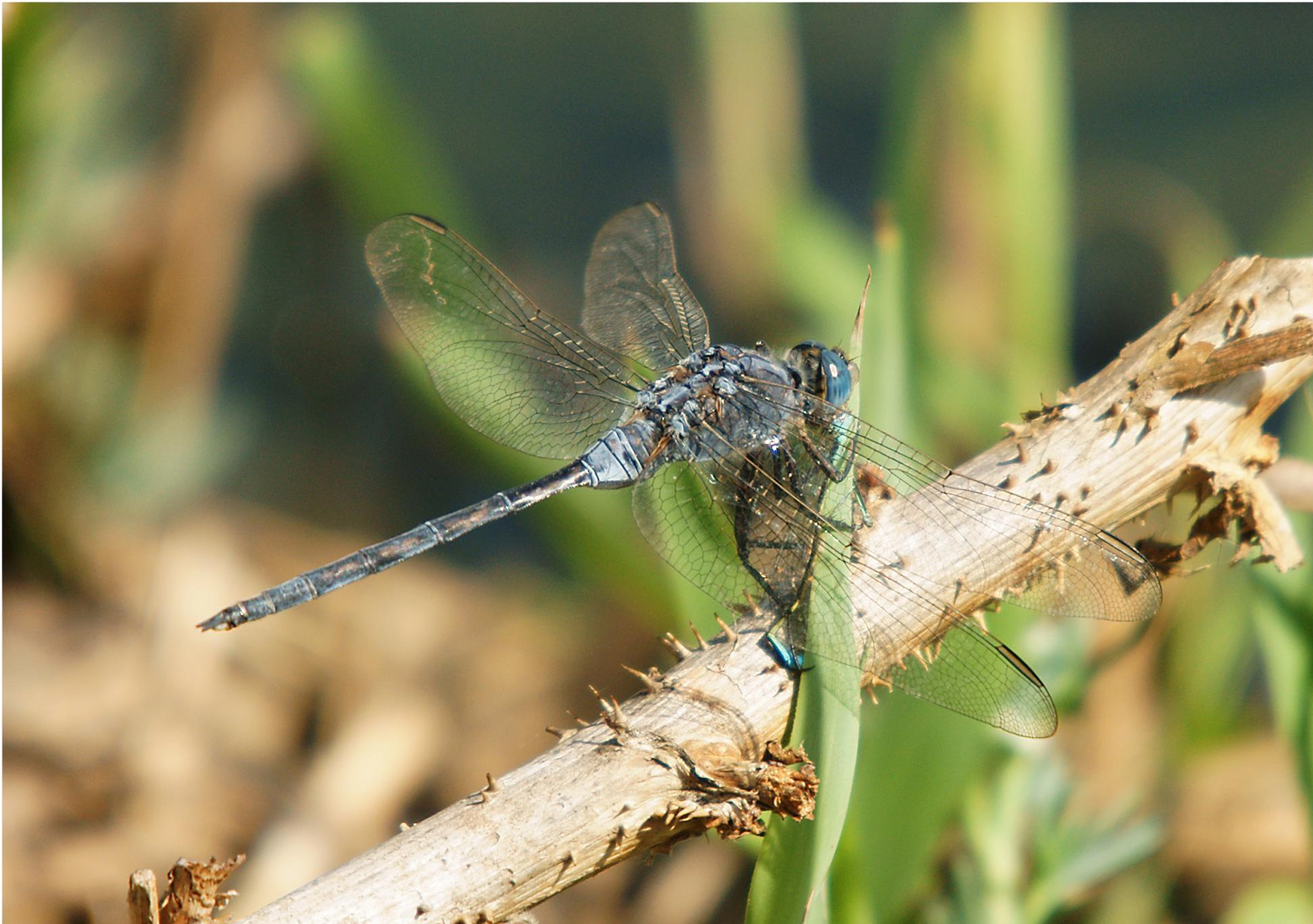
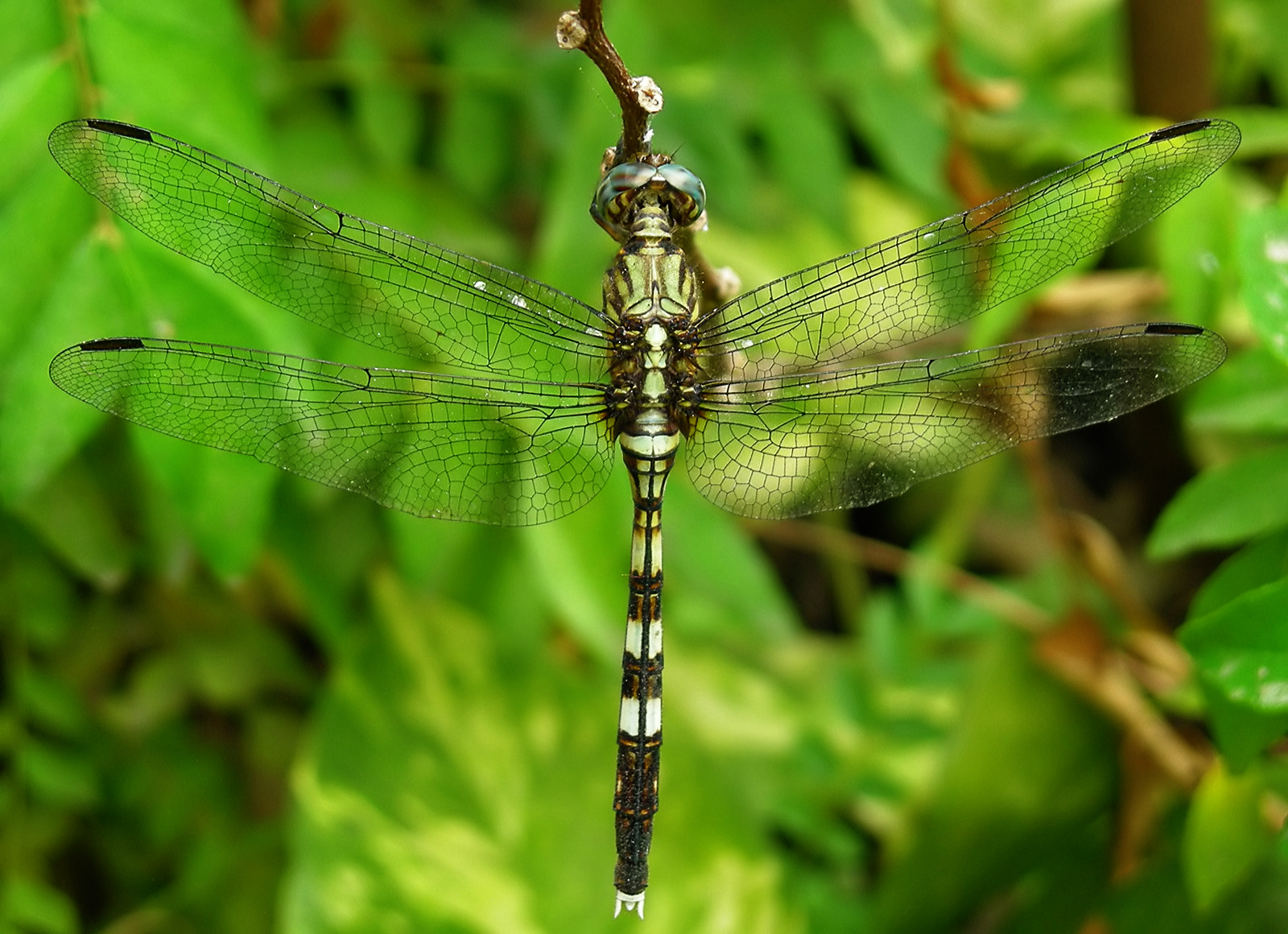